# Abaciscus yangtseina
Abaciscus yangtseina là một loài bướm đêm trong họ Geometridae.